# Ida Galli
Ida Galli  est une actrice de cinéma italienne née à  Sestola le 8 octobre 1939.
Elle a également tourné sous les pseudonymes d'Arianna, Arianna Heston, Evelyn Stewart, Isli Oberon et Priscila Steele.

## Biographie
Après avoir terminé ses études, Galli s'installe à Rome pour trouver du travail en tant qu'actrice. Sa première apparition à l'écran a lieu en 1959, sous le pseudonyme Arianna, dans Le Don Juan des bas-fonds (Nel blu dipinto di blu) de Piero Tellini. Elle attire l'attention de Federico Fellini qui lui confie un petit rôle dans La dolce vita l'année suivante.
Galli a depuis joué dans plus de quarante-cinq films. L'un de ses rôles significatifs est celui de Carolina dans Le Guépard de Luchino Visconti en 1963. Elle est au générique de plusieurs westerns spaghetti dans les années 1960, dont Le Dollar troué, Adiós gringo, Les Sept Colts du tonnerre et Creuse ta fosse, j'aurai ta peau, puis de nombreux gialli à partir des années 1970, tels La Queue du scorpion de Sergio Martino (1971), Cran d'arrêt de Duccio Tessari (1971), Le Couteau de glace d'Umberto Lenzi (1972), Exorcisme tragique (1972) de Romano Scavolini et L'Emmurée vivante de Lucio Fulci (1977). Sa dernière apparition remonte à 1990 dans Con i piace per aria de Vincenzo Verdecchi.
Bien qu'elle ait été mentionnée sous son vrai nom dans ses premiers films, Galli s'est produite principalement sous le pseudonyme d'Evelyn Stewart, sauf dans Le Corps et le Fouet de Mario Bava en 1963, où elle est créditée sous celui d'Isli Oberon et dans À l'assaut du fort Texan d'Alberto De Martino en 1965 sous celui de Priscilla Steele. 
Enrico Lancia, dans son Dizionario del cinema italiano, décrit Galli comme étant à son meilleur dans des rôles dramatiques, mais note qu'elle a connu ses plus grand succès sous le pseudonyme d'Evelyn Stewart dans des films de genre.

## Filmographie

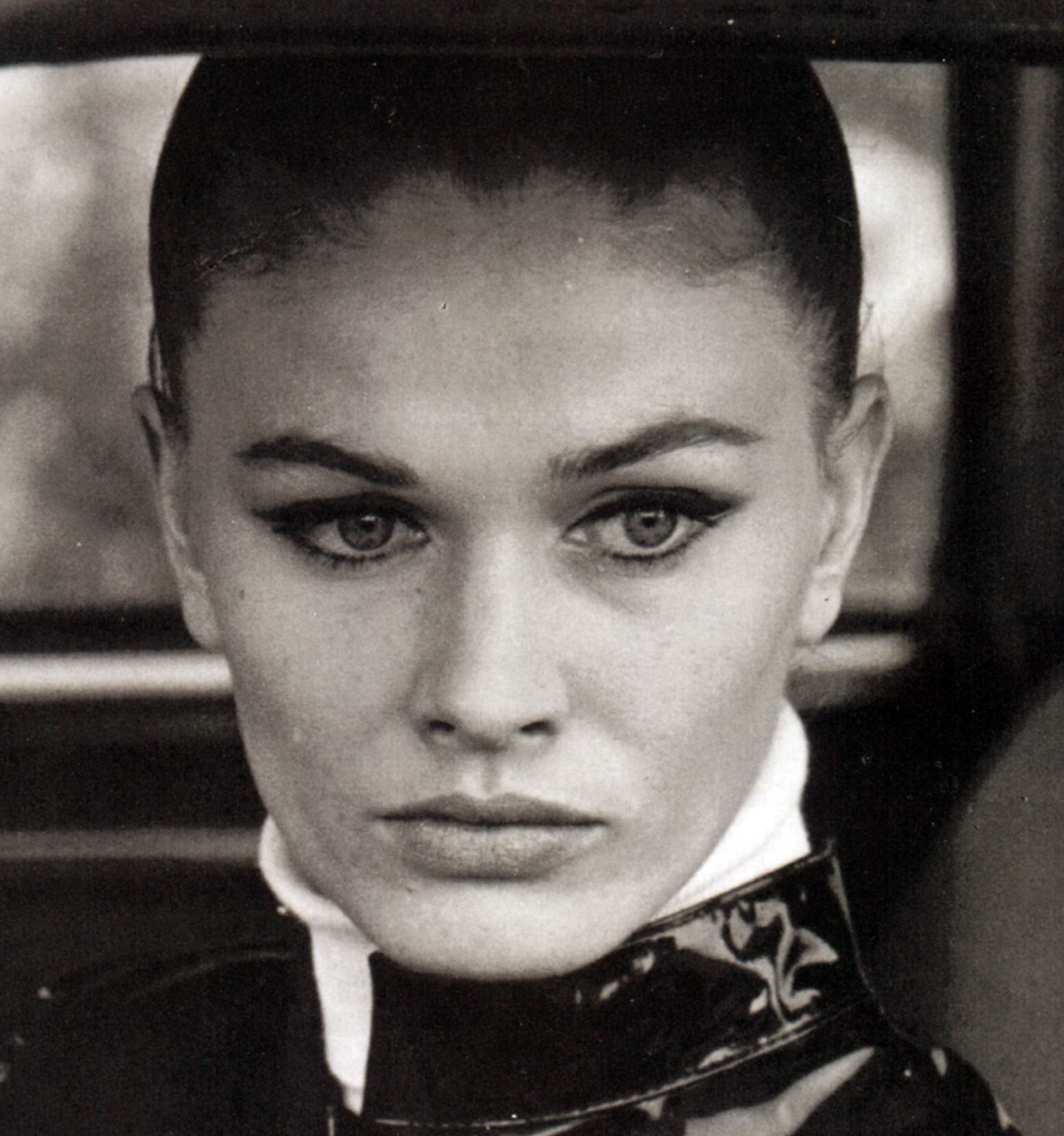
Ida Galli dans L'Adorable Corps de Deborah (1968).

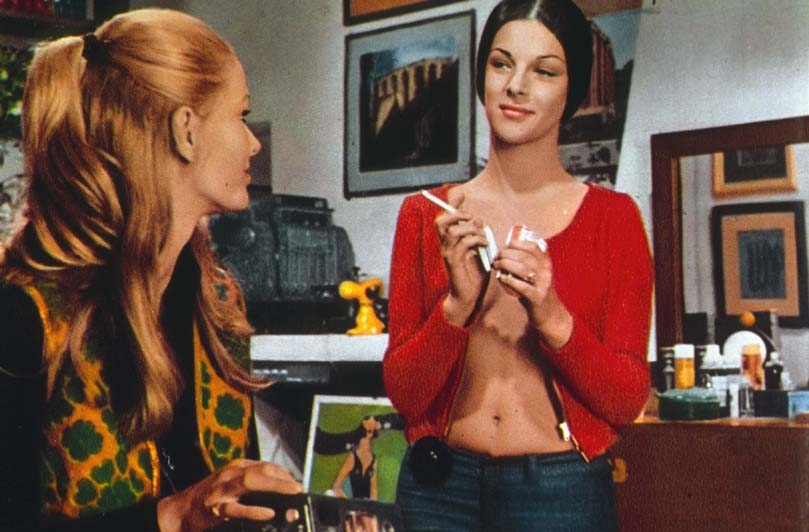
Ida Galli et Antonia Santilli dans Merci, Mesdames les p... (1972).

- 1959 : Le Don Juan des bas-fonds (Nel blu dipinto di blu) de Piero Tellini : Donata
- 1960 : Une fille pour l'été d'Édouard Molinaro
- 1960 : La dolce vita de Federico Fellini : la débutante
- 1960 : Messaline (Messalina, Venere imperatrice) de Vittorio Cottafavi : Silvia
- 1961 : Hercule contre les vampires (Ercole al centro della terra) de Mario Bava et Franco Prosperi : Perséphone
- 1961 : Madame Sans-Gêne de Christian-Jaque
- 1961 : Les Joyeux Fantômes (Fantasmi a Roma) d'Antonio Pietrangeli
- 1961 : La Loi de la guerre (Legge di guerra) de Bruno Paolinelli
- 1961 : Les femmes accusent (Le italiane e l'amore), segment Il prezzo dell'amore de Piero Nelli (it) (coupé au montage)
- 1963 : Les Derniers Jours d'un empire (Il crollo di Roma) d'Antonio Margheriti : Licia
- 1963 : Le Guépard (Il gattopardo) de Luchino Visconti : Carolina
- 1963 : Le Corps et le Fouet (La frusta e il corpo) de Mario Bava : Katia
- 1964 : Rome contre Rome (Roma contro Roma) de Giuseppe Vari
- 1965 : Adiós gringo de Giorgio Stegani : Lucy Tilson
- 1965 : À l'assaut du fort Texan (Gli eroi di Fort Worth) de Alberto De Martino : Nelly Bonnet
- 1965 : Le Dollar troué (Un dollaro bucato) de Giorgio Ferroni : Judy O'Hara
- 1966 : Les Sept Colts du tonnerre (Sette magnifiche pistole) de Romolo Guerrieri : Coralie
- 1966 : Creuse ta fosse, j'aurai ta peau (Perché uccidi ancora) de José Antonio de la Loma et Edoardo Mulargia : Judy McDougall
- 1967 : Le Jardin des délices (Il giardino delle delizie) de Silvano Agosti : Carla
- 1968 : L'Adorable Corps de Deborah (Il dolce corpo di Deborah) de Romolo Guerrieri : Suzanne Boileau
- 1969 : Sept hommes pour Tobrouk (La battaglia del deserto) de Mino Loy : Jane
- 1969 : Sur ordre du Führer (La battaglia d'Inghilterra) d'Enzo G. Castellari : Meg
- 1970 : Les Sorcières du bord du lac (Il delitto del diavolo) de Tonino Cervi : Bibiana
- 1971 : La Queue du scorpion (La coda dello scorpione) de Sergio Martino : Lisa Baumer
- 1971 : Cran d'arrêt ou Un papillon aux ailes ensanglantées (Una farfalla con le ali insanguinate) de Duccio Tessari : Maria Marchi
- 1971 : Les Quatre Pistoleros de Santa Trinita (I quatro pistoleri di Santa Trinità) de Giorgio Cristallini : Julia
- 1972 : Le Couteau de glace (Il coltello di ghiaccio) d'Umberto Lenzi : Jenny Ascot
- 1972 : Exorcisme tragique ou Les monstres se mettent à table (Un bianco vestito per Marialé) de Romano Scavolini : Marielé
- 1972 : Merci, Mesdames les p... (Grazie signore p…) de Renato Savino : Anna
- 1972 : La Maison de la brume (La mansión de la nieblade) de Francisco Lara Polop et Pedro Lazaga : Martha Clinton
- 1973 : Lo chiamavano Tresette... giocava sempre col morto, de Giuliano Carnimeo : Marlene
- 1975 : Le orme de Luigi Bazzoni : Mary
- 1975 : Émilie, l'enfant des ténèbres (Il medaglione insanguinato) de Massimo Dallamano : Jill Perkins
- 1976 : Per amore de Mino Giarda : l'assistante d'Alberto à Venise
- 1977 : L'Emmurée vivante de Lucio Fulci : Gloria Ducci
- 1990 : Con i piedi per aria de Vincenzo Verdecchi